# Debi Studer
Debi Studer (21 de mayo de 1985) es una deportista suiza que compite en ciclismo en la modalidad de trials.
Ganó dos medallas en el Campeonato Mundial de Ciclismo Urbano, plata en 2019 y bronce en 2017, y una medalla de bronce en el Campeonato Europeo de Ciclismo de Montaña de 2016.

## Palmarés internacional
| Campeonato Mundial | Campeonato Mundial         | Campeonato Mundial | Campeonato Mundial |
| Año                | Lugar                      | Medalla            | Competición        |
| ------------------ | -------------------------- | ------------------ | ------------------ |
| 2017               | Chengdu ( China)           | Medalla de bronce  | Trials por equipos |
| 2019               | Chengdu ( China)           | Medalla de plata   | Trials por equipos |
| Campeonato Europeo |                            |                    |                    |
| Año                | Lugar                      | Medalla            | Competición        |
| 2016               | Le Puy-en-Velay ( Francia) | Medalla de bronce  | Trials 20″/26″     |